# Sigeric de Essex

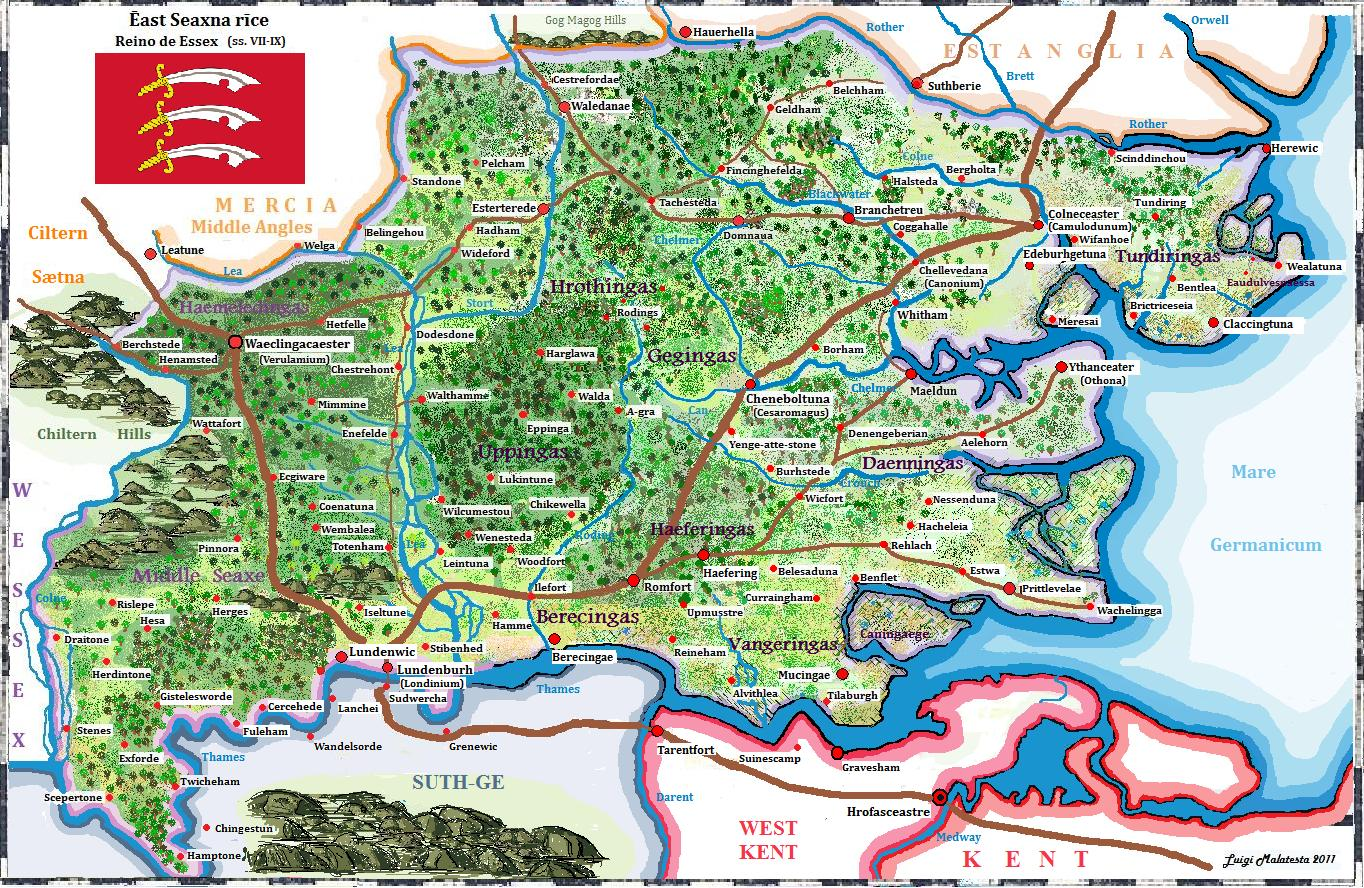
Mapa del reino de Essex

Sigeric de Essex fue rey de Essex. Era hijo de Saelred de Essex y reinó desde 758 hasta que abdicó en 798, haciendo una peregrinación a Roma y uniéndose a un monasterio romano. Al igual que sus predecesores no era un gobernante independiente sino que estaba sometido al Reino de Mercia.